# 郑之文
郑之文（?—?），字應尼，一字豹先，号豹卿，江西建昌府南城縣人。明朝政治人物。

## 生平
万历三十八年（1610年）庚戌科二甲进士，授南京工部主事，歷南京工部郎中，出知北直隸真定府知府。为人高簡清峻，風流軼群，与黄貞父、曹能始、鍾伯敬、王季重相友善。工詩詞，曾作雜劇《白練裙》，以嘲名妓馬湘蘭，盛傳一時。有《遠山堂集》、《錦硯齋集》、《鄭工部詩》。